# 弗洛伊德縣 (肯塔基州)
弗洛伊德县（英語：Floyd County）是位於美國肯塔基州東部坎伯蘭高原的一個縣。面積1,024平方公里。根據美國2000年人口普查估計，共有人口42,441人。縣治普雷斯頓斯堡 （Prestonsburg）。
成立於1799年12月13日，縣政府成立於同年1890年5月28日。縣名紀念美國獨立戰爭時期海軍軍人約翰·弗洛伊德。